# Juillac-le-Coq
Juillac-le-Coq és un municipi francès situat al departament del Charente i a la regió de la Nova Aquitània. L'any 2007 tenia 669 habitants.

## Demografia

### Població
El 2007 la població de fet de Juillac-le-Coq era de 669 persones. Hi havia 274 famílies de les quals 66 eren unipersonals (29 homes vivint sols i 37 dones vivint soles), 110 parelles sense fills, 94 parelles amb fills i 4 famílies monoparentals amb fills.
La població ha evolucionat segons el següent gràfic:
Habitants censats

### Habitatges
El 2007 hi havia 324 habitatges, 274 eren l'habitatge principal de la família, 9 eren segones residències i 41 estaven desocupats. 298 eren cases i 15 eren apartaments. Dels 274 habitatges principals, 178 estaven ocupats pels seus propietaris, 92 estaven llogats i ocupats pels llogaters i 4 estaven cedits a títol gratuït; 3 tenien una cambra, 8 en tenien dues, 39 en tenien tres, 72 en tenien quatre i 152 en tenien cinc o més. 185 habitatges disposaven pel capbaix d'una plaça de pàrquing. A 136 habitatges hi havia un automòbil i a 123 n'hi havia dos o més.

### Piràmide de població
La piràmide de població per edats i sexe el 2009 era:
| Homes | Edats   | Dones |
| ----- | ------- | ----- |
| 0     | 95 o +  | 0     |
| 0     | 90 a 94 | 4     |
| 0     | 85 a 89 | 8     |
| 4     | 80 a 84 | 12    |
| 16    | 75 a 79 | 16    |
| 16    | 70 a 74 | 20    |
| 24    | 65 a 69 | 16    |
| 8     | 60 a 64 | 12    |
| 4     | 55 a 59 | 8     |
| 24    | 50 a 54 | 16    |
| 16    | 45 a 49 | 20    |
| 28    | 40 a 44 | 24    |
| 32    | 35 a 39 | 24    |
| 16    | 30 a 34 | 40    |
| 32    | 25 a 29 | 20    |
| 12    | 20 a 24 | 16    |
| 28    | 15 a 19 | 16    |
| 28    | 10 a 14 | 28    |
| 20    | 5 a 9   | 20    |
| 24    | 0 a 4   | 12    |

## Economia
El 2007 la població en edat de treballar era de 421 persones, 318 eren actives i 103 eren inactives. De les 318 persones actives 296 estaven ocupades (162 homes i 134 dones) i 21 estaven aturades (10 homes i 11 dones). De les 103 persones inactives 34 estaven jubilades, 34 estaven estudiant i 35 estaven classificades com a «altres inactius».

### Ingressos
El 2009 a Juillac-le-Coq hi havia 279 unitats fiscals que integraven 692 persones, la mediana anual d'ingressos fiscals per persona era de 17.722 €.

### Activitats econòmiques
Dels 34 establiments que hi havia el 2007, 2 eren d'empreses alimentàries, 1 d'una empresa de fabricació d'altres productes industrials, 8 d'empreses de construcció, 10 d'empreses de comerç i reparació d'automòbils, 2 d'empreses d'hostatgeria i restauració, 1 d'una empresa immobiliària, 7 d'empreses de serveis, 1 d'una entitat de l'administració pública i 2 d'empreses classificades com a «altres activitats de serveis».
Dels 9 establiments de servei als particulars que hi havia el 2009, 1 era un taller de reparació d'automòbils i de material agrícola, 2 paletes, 3 guixaires pintors, 1 electricista, 1 perruqueria i 1 restaurant.
L'únic establiment comercial que hi havia el 2009 era una fleca.
L'any 2000 a Juillac-le-Coq hi havia 38 explotacions agrícoles que ocupaven un total de 1.023 hectàrees.

## Equipaments sanitaris i escolars
El 2009 hi havia una escola elemental.

## Poblacions més properes
El següent diagrama mostra les poblacions més properes.